# Fidelcino Vianna de Araújo Filho
Fidelcino Vianna de Araújo Filho foi um político brasileiro do estado de Minas Gerais. Foi deputado estadual em Minas Gerais pela UDN de 1947 a 1951, sendo substituído pelos deputados Alberto Deodato Maia Barreto no período de 5 a 20/12/1947 e Simão Vianna da Cunha Pereira, de 14/3 a 12/5/1949.
Fidelcino Vianna foi reeleito deputado estadual para a 2ª Legislatura (1951 - 1955), também pela UDN.